# NGC 6490
NGC 6490 في الفهرس العام الجديد، هي مجرة، تقع في كوكبة الجاثي. اكتشفت في 11 مايو 1864 بواسطة ألبرت مارث.

## روابط خارجية
- NGC 6490 على موقع ويكي سكاي: DSS2, SDSS, GALEX, IRAS, Hydrogen α, X-Ray, Astrophoto, Sky Map, Articles and images